# روبیک قاسمی-نوبخت
روبیک قاسمی-نوبخت (فارسی: روبیک قاسمی نوبخت؛ زادهٔ ۲۷ ژوئیهٔ ۱۹۸۷) بازیکن فوتبال اهل آلمان است.
از باشگاه‌هایی که در آن بازی کرده‌است می‌توان به باشگاه فوتبال هانوفر ۹۶، و باشگاه فوتبال هانوفر ۹۶، اشاره کرد.

## زندگی شخصی
برادر بزرگتر روبیک، سباستین نیز فوتبالیست است.